# Asparuhovski most
Asparuhovski most (bolgarsko Аспарухов мост, Asparuhov most) je most v Varni na obali Črnega morja v Bolgariji. Povezuje okrožje Asparuhovo s preostalim mestom preko kanalov med Črnim morjem in Varnskim jezerom.
Most je dolg 2,05 km in visok 50 m ter tehta 3200 ton. Ima 38 parov nosilcev, od katerih vsaka lahko nosi 2400 ton. Most doživlja velik promet, saj ga vsak dan prečka 10.000 vozil.

## Zgodovina
Pred gradnjo Asparuhovskega mostu je bil promet med Varno in Burgasom težji. Kanal med jezerom in morjem je premoščal premičen kovinski most, ki so ga ob prehodu ladij dvignili. To je izjemno upočasnilo gospodarske in turistične povezave med severno in južno Bolgarijo.
Most so začeli graditi leta 1973, ko je bila potrebna boljša povezava Varnskega jezera z morjem. Prvotni datum odprtja je bil določen za 30. september 1976, vendar je bila gradnja končana pred rokom in se je končala 8. septembra, ko je most na slovesnosti odprl Todor Živkov. Medtem je novi kanal, ki ga prečka most, začel delovati 1. septembra, prva ladja pa je šla skozenj 4. septembra istega leta.
Po 20 letih zanemarjanja so se leta 1996 začela obnovitvena dela z načrtovanim zaključkom oktobra 1998, vendar je bil most ponovno odprt šele 17. septembra 1999, kar je bila velika zamuda glede na prvotne načrte 16-mesečne obnove.
Danes Asparuhovski most ni le pomembna prometna infrastruktura, temveč tudi kraj, kjer se srečujejo ljubitelji ekstremnih športov, saj je most ugodna lokacija za skok z elastiko. Most je na žalost tudi samomorilski most, s številnimi smrtnimi žrtvami, ki se dogajajo v zadnjih desetletjih.
Septembra 2015 je občina Varna objavila načrte za popolno prenovo mostu in dodajanje kolesarskih stez.
V prihodnosti naj bi zgradili še drugi most, ki bo središče Varne razbremenil prometa v in iz bližnjih letovišč, med možnostmi pa je tudi vključitev v »črnomorsko« avtocesto.

## Značilnosti
Most je zasnovan za standardne obremenitve - H-300 in NK-800, veter in temperaturne razlike, kjer je poves srednje odprtine cca 0,3 m. Srednji del je jeklen neprekinjen nosilec s 3 odprtinami (80 + 160 + 80 m), maksimalne višine 52 m, ki ga je projektiral Dimitar Dimitrov, pristopi do njega pa so izdelani iz armiranobetonskih enostavnih nosilcev. Ladje gredo pod njim, da dosežejo pristanišče Varna zahod.
Asparuhovski most je zasnovan tako, da prenese potres z magnitudo 7 po Richterjevi lestvici, orkanske vetrove s hitrostjo 180 km/h in temperaturno razliko od -40° do +40 °C.

## Nevarnost zrušitve
Leta 2022 je Dobrin Denev opozoril na nevarnost, da se most zruši. Nevarnost je posledica težav med gradnjo in tekočim izvajanjem v letu 2022 projekta za poglobitev kanalov Varnskega jezera.